# Stylidium xanthellum
Stylidium xanthellum är en tvåhjärtbladig växtart som beskrevs av Wege. Stylidium xanthellum ingår i släktet Stylidium och familjen Stylidiaceae. Inga underarter finns listade i Catalogue of Life.